# Katalin Szécsi
Katalin Szécsi (Budapest, 9 luglio 1967) è un'ex cestista ungherese.

## Carriera
Con l'Ungheria ha disputato due edizioni dei Campionati europei (1987, 1989), vincendo una medaglia di bronzo.